# Sylvain Sylvain
Sylvain Sylvain, född Sylvain Mizrahi den 14 februari 1951 i Kairo, Egypten, död 13 januari 2021 i Nashville, Tennessee (av cancer), var en amerikansk musiker och låtskrivare, mest känd som gitarrist i protopunkbandet The New York Dolls (1970–1977 och 2004–2021). Han hade också en solokarriär.

## Biografi

### The Pox
Sylvain Sylvains musikerkarriär började i bandet The Pox tillsammans med den blivande New York Dolls-trummisen Billy Murcia 1967. Bandet spelade otaliga livespelningar och fick också ett demokontrakt, men lyckades aldrig spela in en skiva. 

### The New York Dolls
År 1970 bildades bandet The New York Dolls ur prototypen Actress. Sylvain spelade gitarr i bandet fram till 1977 och släppte två skivor med gruppen. Dolls blev ett kultband som aldrig lyckades slå igenom kommersiellt, men vars betydelse för punken och glamrocken på senare år förståtts och bandet ses i dag som ett av de mest inflytelserika grupperna i rockhistorien. 
År 2004 återförenades New York Dolls, och i juli 2006 gav de ut albumet One Day It Will Please Us to Remember Even This.

### Solokarriären
Efter att Dolls splittrats fungerade Sylvain under en kort tid som gitarrist i Dolls-sångaren David Johansens soloband, men hoppade sedan av för att koncentrera sig på sin egen solokarriär. Han bildade bandet The Criminals tillsammans med Bobby Blain, Tony Machine och Michael Page och spelade 1978 in den småskaliga demoskivan Bowery Butterflies, som kom ut på cd 2004. 
1979 samlade han runt sig ett band han kallade Teenage News med Blain, Johnny Rao, David Johansen, Buz Verno och Lee Crystal. Med det bandet gav han samma år sin solodebut, som blev en kommersiell flopp. 1983 gav han ut en singel, men sedan försvann han mer eller mindre ur musikvärlden. Under 1980- och 1990-talet hade han några obskyra små projekt, som till exempel gruppen Trash Cowboys med Michael Monroe och Syl Sylvain and the Teardrops.
När alla trodde att Sylvain Sylvain var nere för räkning gav han plötsligt 1998 ut soloskivan Sleep Baby Doll, som gavs ut igen år 2000 under namnet Paper, Pencil & Glue. På skivan gästade medlemmar ur Blondie, Generation X, Low Pop Suicide, The Misfits och The Fuzztones. 
Sylvains soloproduktioner kännetecknas av en mjukare och mer själfull musik än The New York Dolls.

## Sylvains band
- The Pox
- New York Dolls
- The Criminals
- Teenage News
- Syl Sylvain and the Teardrops
- Trash Cowboys

## Diskografi
Album med New York Dolls
- New York Dolls (1973)
- Too Much Too Soon (1974)
- One Day It Will Please Us To Remember Even This (2006)
- Cause I Sez So (2009)

Soloalbum
- Sylvain Sylvain (1980)
- 78 Criminals (1985)
- Sleep Baby Doll (1998)
- Paper, Pencil & Glue (2000)

Annat
- Syl Sylvain and the Teardrops, (Syl Sylvain and the Teardrops, 1981)
- Bowery Butterflies (Sylvain Sylvain & The Criminals, 2004)